# Oocassida
Oocassida is een geslacht van kevers uit de familie bladkevers (Chrysomelidae).
De wetenschappelijke naam van het geslacht werd in 1897 gepubliceerd door Julius Weise.

## Soorten
- Oocassida pudibunda (Boheman, 1856)